# Setmana Santa a Montcada (Horta Nord)
La Setmana Santa de Montcada va ser declarada el 1967 festa d'interés nacional. Les representacions del Misteri de la Passió a Montcada, es van iniciar el Dijous Sant de l'any 1959. Els primers anys, es van muntar els escenaris en diferents emplaçaments del municipi, la Plaça dels Màrtirs, Plaça de Sant Jaume, Camp d'esports i es van utilitzar alguns carrers de Montcada com a Via Dolorosa, per culminar en el pujol de Santa Bàrbara on se celebra la Crucifixió.
Després, es va crear un escenari on es representaven els fets previs de la vida de Jesús. Aquest escenari és fix i es divideix en diverses escenes, com el palau d'Herodes, Mont de la Transfiguració, Calvari, Sepulcre de Llàtzer, Mont de les Oliveres, Sanedrí, Portal del naixement, Cenacle, pati de la flagel·lació, palau de Pilat… Per a les escenes d'aigua es disposava d'una piscina olímpica, on s'introduïa una estructura sobre flotadors en la qual es muntava una barca de pesca tradicional i se simulaven les escenes de Jesús caminant sobre les aigües, o les escenes del Llac de Genesaret.
Encara que al final es va decidir reunir tota la representació en una mateixa ubicació per a major comoditat, es realitzava tota la representació en part de l'antic camp d'esports del Patronat. A causa de l'acolliment que aquesta iniciativa va tenir al poble de Montcada i voltants, es va constituir la secció del "Misteri de la Passió", la qual va entrar a formar part de la secció cultural del Patronat d'Educació i Cultura de Montcada.
Va ser el 2009, quan es va celebrar el 50 aniversari, quan van decidir tornar als seus orígens i celebrar les representacions en diferents punts de la ciutat de Montcada. Així doncs, el Dijous Sant se celebra en l'escenari de l'antic camp d'esports del Patronat i el Divendres Sant se celebra a la Plaça de Sant Jaume, on es representa el Juí de Ponç Pilat i Jesús davant Herodes. Així mateix, el carrer Cronista Llorens i Raga - en honor de Pelegrí Lluís Llorens i Raga- és on es representa el carrer de l'Amargor. L'acte finalitza al pujol de Santa Bàrbara on es representa la Crucifixió. Seguidament, organitzat per la Confraria de Setmana Santa, realitzen la processó del Sant Enterrament culminant a l'Església de Sant Jaume Apòstol.

## Principals actes de la Setmana Santa de Montcada
Al principi es representava en 3 dies, dijous, divendres i dissabte:
- El Dijous Sant es representaven fets bíblics i la vida de Jesús fins a la seua entrada a Jerusalem per a la Pasqua.
- El Divendres Sant, es representava el Sant Sopar, el deteniment, juí, presentació a Pilat, Viacrucis i crucifixió.
- El Dissabte Sant, es representaven els fets de la Resurrecció, aparicions de Jesús a diferents persones, i acabava amb l'Ascensió de Jesús als cels. Encara que les representacions d'aquest dia es van eliminar perquè l'assistència de públic era mínima, a canvi es van afegir actes al divendres.[5]